# Antonín Dvořák (salesián)
Antonín Dvořák (15. května 1907 Chvojnov – 20. února 1999) byl český salesiánský kněz, druhý provinciál řádu. Za komunistického režimu byl po 13 let vězněn.

## Život
V roce 1925 odjel do salesiánského střediska v městečku Perosa Argentina u italského Turína. O dva roky později složil první sliby, v roce 1935 byl v Jugoslávii vysvěcen na kněze. Čtyři roky nato byl jmenován novicmistrem a sekretářem inspektora P. Ignáce Stuchlého.
V roce 1950 byl internován v oseckém a poté želivském klášteře. Zažil krutou vyšetřovací vazbu v Jihlavě, za tajné styky se salesiány byl odsouzen ke 21 letům odnětí svobody. Vězněn byl na Mírově, Jáchymovsku, Příbramsku, v Bratislavě, Leopoldově a Olomouci. Na svobodu byl propuštěn po 13 letech. Tři roky pak pracoval manuálně.
Roku 1971 se stal duchovním správcem u sester boromejek v Moravských Budějovicích, kterým zůstal po 28 let až do své smrti.
Svatý otec jej vyznamenal papežským křížem Pro církev a papeže.

## Dílo
- Životopisné fragmenty, Moravské Budějovice 1976, samizdat, nepublikováno